# Hirschkarkogel
Der Hirschkarkogel (auch Hirschkarköpfl) ist ein 2003 m ü. A. hoher Vorgipfel des Zitterauer Tischs in der Goldberggruppe der Zentralalpen im österreichischen Bundesland Salzburg.

## Lage und Umgebung
Der Hirschkarkogel befindet sich in der Katastralgemeinde Böckstein der Gemeinde Bad Gastein. Am Gipfelkreuz ist eine Gedenktafel für drei Mitglieder der Alpingendarmerie angebracht, die in Bergen außerhalb Gasteins verunglückten. Richtung Westen verläuft ein Grat auf den 2410 m ü. A. hohen Tischkogel. Zwei Almen am Hirschkarkogel sind die Obere Zitteraueralm nordöstlich des Gipfels und die Böckfeldalm an den südlichen Hängen. Nördlich des Gipfels fließt der Hirschkarbach, ein linksseitiger Nebenbach der Gasteiner Ache. Die kleinen Bäche Acherachrunse 1, Acherachrunse 2, Acherachrunse 3, Hirschkarkogelrunse 1, Hirschkarkogelrunse 2 und Hirschkarkogelrunse 3 haben ihren Ursprung an den Hängen.

## Geologie
In geologischer Hinsicht ist der Hirschkarkogel von Granitgneis und Orthogneis des Tauernfensters (Penninikum) geprägt. An den nordwestlichen Hängen findet sich glaziales (Moränen) und periglaziales klastisches Sediment.

## Fauna und Flora
Die Rotwild-Ruhezone Böckfeldalm an den südlichen Hängen darf von 1. November bis 31. Mai nicht betreten werden. Bei einer Erhebung der Vogelarten des Gasteinertals in den 1980er Jahren wurde in der Gegend des Hirschkarkogels das Steinhuhn (Alectoris graeca) als möglicher Brutvogel beobachtet.
Rund um den Gipfel erstreckt sich ein Latschen-Buschwald. Im Bereich der mittleren Hirschkarkogelrunse 1 liegt Grünerlen-Buschwald. Am Fuß des Hirschkarkogels bei der Gasteiner Ache finden sich mehrere Grauerlen-Hangwälder.